# Labullinyphia
Genre
Labullinyphia est un genre d'araignées aranéomorphes de la famille des Linyphiidae.

## Distribution
Les espèces de ce genre se rencontrent au Sri Lanka et en Chine.

## Liste des espèces
Selon World Spider Catalog (version 20.5, 20/07/2019) :
- Labullinyphia furcata Irfan & Peng, 2019
- Labullinyphia tersa (Simon, 1894)

## Publication originale
- van Helsdingen, 1985 : Araneae: Linyphiidae of Sri Lanka, with a note on Erigonidae. Entomologica Scandinavica Supplement, vol. 30, p. 13-30.